# کنجی اوچیدا
کنجی اوچیدا (انگلیسی: Kenji Uchida) تهیه‌کننده فیلم‌های انیمه ژاپنی است و ریاست استودیوی شناخته‌شده سانرایز را بر عهده دارد.